# 송다미
송다미(1990년 12월 29일 ~ )는 대한민국의 레이싱 모델이다.

## 경력
- 2010년 부산국제모터쇼 르노삼성 레이싱모델
- 2011년 서울모터쇼 토요타 레이싱모델
- 2013년 서울모터쇼 르노삼성 레이싱모델
- 2013년 지스타 GMD 레이싱모델
- 2014년 지스타 레이싱모델
- 2015년 넥센타이어 레이싱모델

## 에어빙모델
- 2016년 서울오토살롱 레이싱모델
- 2017년 서울오토살롱 레이싱모델